# あったか生活!秘伝!カテイの魔法
『あったか生活!秘伝!カテイの魔法』（あったかせいかつ ひでん カテイのまほう）は、2003年4月16日から2004年9月8日までTBS系列局で放送されていた毎日放送テレビ（MBSテレビ）製作の生活情報バラエティ番組である。放送時間は毎週水曜 18:55 - 19:54 （日本標準時）。
番組は毎回家事の裏技、部屋の整理術、犬のしつけ方といった日常生活に役立つ情報を紹介していた。

## 出演者
- 研ナオコ
- グッチ裕三
- 麻木久仁子
- 賀集利樹 - 2004年3月まで出演。
- 榊原郁恵 - 2004年4月から出演。

## スタッフ
- ディレクター：田中良ほか
- プロデューサー：北野弘
- チーフプロデューサー：渡辺高志
- 技術協力：ニユーテレス、FLT、ザ・チューブ、SPOT
- 美術協力：アートフォー
- 収録スタジオ：レモンスタジオ
- 制作協力：JUMP
- 製作著作：毎日放送テレビ